# Luísa Casimira de Sousa Nassau e Ligne, duquesa de Lafões
Luísa de Sousa e Ligne (Lisboa, 9 de junho de 1694 – Lisboa, 16 de março de 1729), foi um nobre portuguesa herdeira da antiquíssima Casa de Sousa, filha do príncipe Carlos José de Ligne e de Mariana de Sousa, Marquesa de Arronches. Era, através de seu pai, membro da renomada Casa de Ligne. Condessa de Miranda do Corvo, como herdeira da antiquíssima Casa de Sousa, casou com o infante Miguel de Bragança e recebeu do rei D. João V o título de cortesia de Duquesa de Lafões, no mesmo dia da criação do ducado em favor do seu filho primogênito Pedro Henrique de Bragança.

## Biografia
Carlos de Ligne casou em 5 de abril de 1684 com Mariana de Sousa, Marquesa de Arronches nascida no Porto em 5 de abril de 1672, filha de Diogo Lopes de Sousa (1646-1672), 4º conde de Miranda. Diogo era, por sua vez, filho de Henrique de Sousa Tavares, 1° Marquês de Arronches e 3° conde de Miranda e de Mariana de Castro, esta filha de António Mascarenhas, comendador de Castelo Novo na Ordem de Cristo, e de sua prima Isabel de Castro. A irmã de Diogo era Isabel Maria de Mendonça, marquesa de Angeja; outra irmã, Leonor Maria Antónia, era marquesa de Távora; sua outra irmã Brites Francisco de Mendonça era casada com D. José de Meneses. Em 1666 Diogo casou com D. Margarida de Vilhena (filha única e herdeira de D. João Mascarenhas, 3° Conde de Sabugal, Meirinho-mor da Rainha, comendador de Alpedrinha na Ordem de Cristo, e de sua mulher D. Brites de Castelbranco, herdeira do condado de Sabugal).
Luísa Casimira faleceu em 1729 sendo sepultada em Ribamar. Era herdeira da Casa de Sousa e do título de Marquês de Arronches, tendo recebido o título de cortesia de Duquesa de Lafões (ou Alafões) como herdeira da Casa de Sousa (Marqueses de Arronches e Condes de Miranda). Teve as honras de duquesa por mercê de D. João V, de 2 de abril de 1716.
Por ter falecido antes de sua mãe (a mãe, D. Mariana de Sousa, Marquesa de Arronches, só viria a falecer em 30 de dezembro de 1743), D. Luísa Casimira nunca foi Marquesa de Arronches nem Senhora da Casa de Sousa, tendo usado apenas o título de Condessa de Miranda que sua mãe lhe cedera em vida.

## Casamento e descendência
D. Luísa casou em Lisboa, em 30 de janeiro de 1715, com D. Miguel de Bragança, bastardo do rei D. Pedro II de Portugal e de Anne Marie Armande Pastré de Verger, nascido em Lisboa a 15 de outubro de 1699 e morto em 13 de janeiro de 1724 afogado no rio Tejo. Foi duque honorário e fundador da Casa Ducal de Lafões. Legitimado em 1704, o seu meio-irmão, o rei D. João V, reconheceu-o por irmão e ordenou que se lhe desse o título de Alteza, ordenando o seu casamento com a herdeira da Casa de Arronches.
Deste casamento nasceram quatro filhos:
1. Joana Perpétua de Bragança (11 de novembro de 1715 - 1785). Casada em Lisboa em 1738 com Luís de Castro Noronha Ataíde de Sousa, morto em 1745, 4º Marquês de Cascais, sem descendência;
2. Pedro Henrique de Bragança e Ligne de Sousa Tavares Mascarenhas da Silva (Lisboa, 1718 - 1761), morto solteiro, duque de Lafões;
3. João Carlos de Bragança (Lisboa, 1719 - Lisboa, 1806), 2º duque de Lafões, 4º Marquês de Arronches, 8º conde de Miranda, que governou a Estremadura, foi escritor e sábio, fundador da Academia Real de Ciências de Lisboa.